# Camille Gardelle
Camille Remy Alexandre Gardelle (31 de julio de 1866, Montauban - 1947), arquitecto francés que tuvo destacada actuación en Uruguay.

## Biografía
Hijo del también arquitecto Marie Camille Léopold Gardelle, y Marie Angélique Dupeyre, estudió en la Escuela de Bellas Artes de París.

## Obras destacadas
De su autoría merecen mencionarse:
- Palacio Pietracaprina, en 1913; actual Embajada de Brasil en Montevideo.[2]
- reforma del Castillo de Soneira (original de Víctor Rabú) ubicado en El Prado, en 1914.[3]
- Palacio Piria, originalmente construido para residencia del empresario Francisco Piria, en el costado sur de la Plaza Cagancha, en 1916; actual sede de la Suprema Corte de Justicia[4]
- Palacio Brasil, en la Avenida 18 de Julio esquina Julio Herrera y Obes; el mismo aloja el Club Brasilero y en una época el Teatro Zabala
- Edificio de la Corte Electoral, originalmente concebido para apartamentos y oficinas, en 1914[5]
- Palacio Petit Etchegaray, construido en 1924 en Montevideo sobre la calle Mercedes, construcción destinada vivienda y a salón de reuniones.